# Murilo de Almeida
Murilo de Almeida (nacido el 21 de enero de 1989) es un futbolista timorense que se desempeña como delantero en el Dili Leste de la Super Liga Timorense.
Murilo de Almeida jugó 7 veces y marcó 6 goles para la selección de fútbol de Timor Oriental entre 2012 y 2014.

## Trayectoria

### Clubes
| Club            | País           | Año         |
| --------------- | -------------- | ----------- |
| Bahia           | Brasil         | 2009 - 2011 |
| Tubarão         | Brasil         | 2012 - 2014 |
| Magwe FC        | Birmania       | 2014        |
| Al-Ettifaq      | Arabia Saudita | 2015 - 2016 |
| Oita Trinita    | Japón          | 2016        |
| New Radiant     | Maldivas       | 2017        |
| South China AA  | Hong Kong      | 2017        |
| Chennai City FC | India          | 2018        |
| Nauti FC        | Tuvalu         | 2018        |
| Dili Leste      | Timor Oriental | 2019-Act.   |

### Selección nacional
| Selección | País           | Año         |
| --------- | -------------- | ----------- |
| Absoluta  | Timor Oriental | 2012 - 2014 |

## Estadística de equipo nacional
| Selección de fútbol de Timor Oriental | Selección de fútbol de Timor Oriental | Selección de fútbol de Timor Oriental |
| Año                                   | Part.                                 | Goles                                 |
| ------------------------------------- | ------------------------------------- | ------------------------------------- |
| 2012                                  | 3                                     | 3                                     |
| 2013                                  | 0                                     | 0                                     |
| 2014                                  | 4                                     | 3                                     |
| Total                                 | 7                                     | 6                                     |